# Diego Rafael Padrón Sánchez
Diego Rafael Padrón Sánchez (Montalbán, 17 de maio de 1939) é um cardeal venezuelano da Igreja Católica, atual arcebispo emérito de Cumaná e ex-presidente da Conferência Episcopal da Venezuela.

## Biografia
Completou os estudos secundários no Seminário Menor de Valencia e os estudos sacerdotais em Caracas, no Seminário Interdiocesano de Santa Rosa de Lima, obtendo o bacharelado em filosofia e literatura. Estudou Dinâmica de Grupos e Pastoral Juvenil na Central de Juventudes, em Bogotá (Colômbia). Formou-se em Teologia Bíblica na Pontifícia Universidade Gregoriana de Roma e obteve o Diploma em Ciências Bíblicas Orientais no Instituto “Franciscanum” de Jerusalém.
É professor de espanhol, literatura e latim, formado pelo Instituto de Ensino Profissional do Instituto Pedagógico de Caracas.

## Vida religiosa
Diego Padrón foi ordenado sacerdote em 4 de agosto de 1963 para a diocese de Valência, na Venezuela. Após seu retorno à Venezuela depois de estudar em Jerusalém, Padrón ensinou teologia grega e bíblica do Novo Testamento no Instituto Universitário Santa Rosa de Lima em Caracas.
Atuou como professor de Latim e Grego Bíblico no Seminário "Nuestra Señora del Socorro" de Valência, de Teologia Bíblica no "Seminário Instituto Universitário de Caracas" (IUSI) nos anos de 1983 a 1994 e de Filosofia da Linguagem e Filosofia da História no Seminário Maior "San Pablo Apóstol" de Maturín.
Em 4 de abril de 1990, o Papa João Paulo II o nomeou bispo auxiliar da Arquidiocese de Caracas ou Santiago de Venezuela e bispo titular de Gisipa. O arcebispo de Caracas, Cardeal José Alí Lebrún Moratinos, o consagrou em 27 de maio de 1990, na Catedral Santiago y Santa Ana del Caracas, sendo coadjuvado por Domingo Roa Pérez, arcebispo de Maracaibo e por Miguel Antonio Salas Salas, C.I.M., arcebispo de Mérida.
Em 7 de maio de 1994, foi nomeado bispo de Maturín e empossado em 23 de julho do mesmo ano. Em 27 de março de 2002 foi nomeado arcebispo de Cumaná. Foi presidente da Conferência Episcopal da Venezuela por dois mandatos sucessivos, entre 12 de janeiro de 2012 e 9 de janeiro de 2018.
O Papa Francisco aceitou sua aposentadoria em 24 de maio de 2018. Diego Padrón também é presidente da Sociedad de Catequetas Latinoamericanos (SCALA), a Associação de Educadores Religiosos da América Latina. Atualmente é pároco de La Inmaculada de Camoruco, na Arquidiocese de Valência na Venezuela.
Em 9 de julho de 2023, o Papa Francisco anunciou durante o Angelus que o criaria cardeal no Consistório de 30 de setembro de 2023. Recebeu o barrete vermelho e o titulus de São Caetano.